# Гиголашвили, Михаил Георгиевич
Михаил Георгиевич Гиголашвили (груз. მიხაილ გიგოლაშვილი, первоначально Гиголов; род. 4 марта 1954, Тбилиси, Грузинская ССР) — немецкий прозаик и публицист грузинского происхождения, пишет по-русски. Кандидат филологических наук. Лауреат премий «Большая книга» и «Русская премия», финалист премий НОС, «Русский Букер» и «Большая книга».

## Биография
Родился 4 марта 1954 года в Тбилиси, Грузинской ССР, в семье филологов. Отец, Георгий Михайлович Гиголов, доктор филологических наук (1972), профессор, преподавал русскую литературу в Тбилисском университете, автор монографий и соавтор учебников русской литературы для грузинских школ. Мать — Светлана Станиславовна Кошут, доктор  филологических наук (1967), автор монографии «Алексей Толстой и литературно-культурная общественность Грузии» . Дед - известный хирург, зав. кафедрой травматологии и ортопедии Тбилисского государственного института усовершенствования врачей Михаил Георгиевич Гиголов (1885—?).
Завершив обучение в школе, поступил учиться на филологический факультет Тбилисского Университета. Работал преподавателем в высших учебных заведениях Тбилиси. В 1984 году защитил диссертацию на соискание степени кандидата филологических наук под руководством Г. М. Фридлендера. Является автором монографии «Рассказчики Достоевского», которая вышла в свет в 1991 году. Также автор целого ряда статей на тему: «Иностранцы в русской литературе».
В 1991 году переехал на постоянное место жительство в Германию. Работает преподавателем русского языка в университете земли Саар.
Его литературные труды публикуются в различных периодических изданиях России, бывшего СССР и Европы.
С конца 1980-х годах активно стал заниматься художественным творчеством, создает коллажи, объемные картины и объекты, скульптуры. Организовал и провёл на территории Германии несколько персональных выставок. Является членом германского «Общества Достоевского» и «Дома Художников» в Саарланде, член жюри литературной премии «Дар».
Проживает в Саарбрюккене, в Германии.

## Награды и премии
- Лауреат премии «Большая книга 2010» (за роман «Чёртово колесо»),
- финалист премии НОС-2013 (за роман «Захват Московии»),
- лауреат премии «Русская премия»,
- финалист премии «Русский Букер» (2017),
- финалист премии «Большая книга» (за роман «Тайный год»),
- финалист премии «Большая книга 2021» (за роман «Кока»)[7].